# Jürgen Lässig
Jürgen Lässig (Tuttlingen, 25 februari 1943 - aldaar, 17 februari 2022) was een Duits autocoureur. In 1995 won hij de 24 uur van Daytona.

## Carrière
Lässig is vooral bekend vanwege zijn activiteiten in de langeafstandsracerij. Hij startte zestien keer in de 24 uur van Le Mans. Hij maakte in 1981 zijn debuut in deze race in de Porsche 935 van het Weralit Racing Team, met Edgar Dören en Gerhard Holup als co-coureurs. Na 47 ronden moesten zij vanwege motorproblemen opgeven. Dat jaar won het trio wel de 1000 kilometer van Monza.
In 1983 eindigde Lässig voor het eerst in de top 10 in Le Mans in de Porsche 956 van Obermaier Racing met Axel Plankenhorn en Desiré Wilson als co-coureurs. In 1986 werd hij samen met Fulvio Ballabio en Dudley Wood vijfde in de race. Na dit jaar stopte hij als professioneel coureur en ging hij aan de slag als bedrijfsadviseur, alhoewel hij als amateurcoureur nog deelnam aan een groot aantal races. In 1987 behaalde hij zijn beste klassering in Le Mans met een tweede plaats, die hij deelde met Pierre Yver en Bernard de Dryver. Hierna bereikte hij nog enkele keren de top 10 in deze race, en in 1992 werd hij samen met Yver en Otto Altenbach derde in de C3-klasse.
Lässig behaalde in 1995 zijn grootste succes in de autosport met de eindzege in de 24 uur van Daytona. Voor het team Kremer Racing reed hij deze race in een Kremer K8 Spyder. Hij deelde de overwinning met Christophe Bouchut, Giovanni Lavaggi en Marco Werner. Na de 24 uur van Le Mans in 1997 maakte hij bekend om zijn autosportcarrière te beëindigen.
Op 17 februari 2022 overleed Lässig op 78-jarige leeftijd.